# Коркамурт
Коркаму́рт (удм. Домовой человек) — домовой в традиционных верованиях удмуртов.
По внешности коркамурт похож на пожилого человека в тулупе, вывернутом шерстью наружу. Существуют былички, рассказывающие о том, как в темноте человеком был пойман коркамурт, а после зажжения света оказывалось, что человек держит в руках рукав шубы. В этой связи существует поверье: если увидеть коркамурта на свету, то он должен будет выполнять все просьбы поймавшего его человека.
Коркамурт, будучи почти неотличным от русского домового, покровительствует всей избе. Он заведует мужскими и женскими работами, происходящими в избе и всем, что в ней хранится. Если коркамурт кого-нибудь невзлюбит, то он начнёт душить по ночам того человека, спутывать ему волосы на голове и в бороде, не даёт ему успеха в работе и т. д. Для тех людей, кто ему понравился, коркамурт щепает лучину, колет дрова и даже прядёт и ткёт за женщин.
Если коркамурт переехал вместе с хозяевами из старой избы, его называют Вужмурт (удм. Старый человек). Переход из старой избы в новую у удмуртов сопровождался специальным обрядом в честь коркамурта, а новоселье называлось Корка-мурт сектан «угощение/потчиванье домового». В виде пережитка в этом обряде сохранялась память о принесении в жертву коркамурту быка при переселении в новый дом.

## Гондыр
Гонды́р (удм. Медведь) — ближайший помощник коркамурта. Живёт в подполе, погребе, амбаре и заведует хранящимися там домашними припасами. По внешности, в соответствии с именем, неотличим от медведя. Если гондыру чем-то не понравились или не угодили хозяева, то в доме с неестественной быстротой уменьшаются припасы.